# Eurotiomycetes
Eurotiomycetes är en klass i understammen Pezizomycotina. Till klassen räknas flera kända mögelsvampar.